# Nowa Ukta
Nowa Ukta – wieś mazurska w Polsce, w sołectwie Nowa Ukta, położona w województwie warmińsko-mazurskim, w powiecie piskim, w gminie Ruciane-Nida na południowym krańcu Mazurskiego Parku Krajobrazowego przy drodze wojewódzkiej nr 609.
W latach 1975–1998 miejscowość administracyjnie należała do województwa suwalskiego.
W 1973 r. do sołectwa Nowa Ukta należały także: Kadzidłowo i Wypad. 